# Эджертон, Фрэнсис, 7-й герцог Сазерленд
Фрэнсис Рональд Эджертон, 7-й герцог Сазерленд (англ. Francis Egerton, 7th Duke of Sutherland; род. 18 февраля 1940 года) — британский аристократ и пэр из семьи Эджертон. Был известен как Фрэнсис Эджертон до 2000 года.

## Семья
Родился 18 февраля 1940 года. Единственный сын Сирила Реджинальда Эджертона (1905—1992), внука Фрэнсиса Эджертона, 3-го графа Элсмира (1847—1914). Его матерью была Мэри Кэмпбелл (1909—1949), дочь сэра Рональда Кэмпбелла (1883—1953). Сазерленд получил образование в Итоне и Королевском сельскохозяйственном колледже в Сайренсестере (Глостершир).

## Карьера
В 2000 году после смерти своего двоюродного бездетного брата, Джона Сазерленда Эджертона, 6-го герцога Сазерленда (1915—2000), Рональд Фрэнсис Сазерленд унаследовал титулы 7-го герцога Сазерленда и 6-го графа Элсмира. Большая часть богатства Сазерленда находится в виде коллекции произведений искусства, собранной дядей первого герцога, Фрэнсисом Эджертоном, 3-м герцогом Бриджуотером, которая была унаследована семьей Элсмир. В 2008 году он продал картины Тициана «Диана и Актеон» Национальной галерее Шотландии и Национальной галерее Лондона за 50 миллионов фунтов стерлингов .
Он занял 107-е место в списке Sunday Times Rich List 2009 года, с оценочным состоянием в £480 млн в произведениях искусства и земельной собственности, включая Мертоун-хаус и Стетчворт-хаус. В 2020 году его чистая стоимость оценивалась в 585 миллионов фунтов стерлингов.

## Брак и дети
11 мая 1971 года Сазерленд женился на Виктории Мэри, дочери генерал-майора Эдварда Александра Уилмота Уильямса и его жены Сибиллы Маргарет Аркдейл. У супругов было двое сыновей:
- Джеймс Грэнвилл Эджертон, маркиз Стаффорд (род. 12 августа 1975), женат на Барбаре Шнайдер (из Австрии/Вены). У них четыре дочери:
  - Леди Изабель Виктория Эджертон (род. 10 декабря 2007)
  - Леди Луиза Анна Эджертон (род. 7 января 2010)
  - Леди Вайолет Мэри Эджертон (род. 11 ноября 2011)
  - Леди Шарлотта Мейбл Элсмир Эджертон (род. 26 марта 2015)
- Лорд Генри Александр Эджертон (род. 28 февраля 1977), женатый на Харриет Картер. У них три дочери:
  - Беатрис Джорджина Эджертон (род. 7 июня 2005)
  - Фенелла Сибилла Эджертон (род. 18 января 2008)
  - Роза Эвелин Эджертон (род. 20 марта 2011)